# Badia Hochstetter
La badia Hochstetter (en danès Hochstetterbugten) és una àmplia badia que es troba al nord-est de Groenlàndia. Forma part del Parc Nacional del Nord-est de Groenlàndia.
El nom és utilitzat des de 1929 pels caçadors danesos, i va aparèixer per primera vegada als mapes de l'expedició Gefion de 1932.

## Geografia
Aquesta badia es troba entre Hochstetter Foreland i l'illa Shannon al nord, l'illa Kuhn a l'oest i Wollaston Foreland i les illes Pendulum al sud. A l'est la badia s'obre al mar de Groenlàndia. El fiord d'Ardencaple i el fiord de Grandjean tenen la seva desembocadura a la zona nord-oest de la badia, i el fiord de Lindeman i la badia d'Albrecht al sud-oest.